# William Ziegler
Pour les articles homonymes, voir Ziegler.
Ne pas confondre avec le monteur américain William H. Ziegler (1909-1977).
William Ziegler (Beaver County (Pennsylvanie), 1er septembre 1843 - Darien (Connecticut), 25 mai 1905) est un industriel et homme d'affaires américain, fondateur de la Royal Baking Powder Company et sponsor d’expéditions arctiques.

## Biographie
Il débute comme apprenti dans une imprimerie à Muscatine (Iowa) puis comme commis dans une droguerie et mène en parallèle des études de télégraphie et de chimie. En 1862, il entre à la Eastman Business College à Poughkeepsie puis travaille à New York dans une entreprise de vente en gros de médicaments et produits chimiques (1863-1868).
En 1870, il fonde avec Joseph Christoffel Hoagland (1840-1899) et John H. Seal la Royal Chemical Company qui deviendra la Royal Baking Powder Company. Revendant ses actions en 1888 pour 4 millions de dollars, il rachète plusieurs compagnies du même type à Chicago et Jersey City.

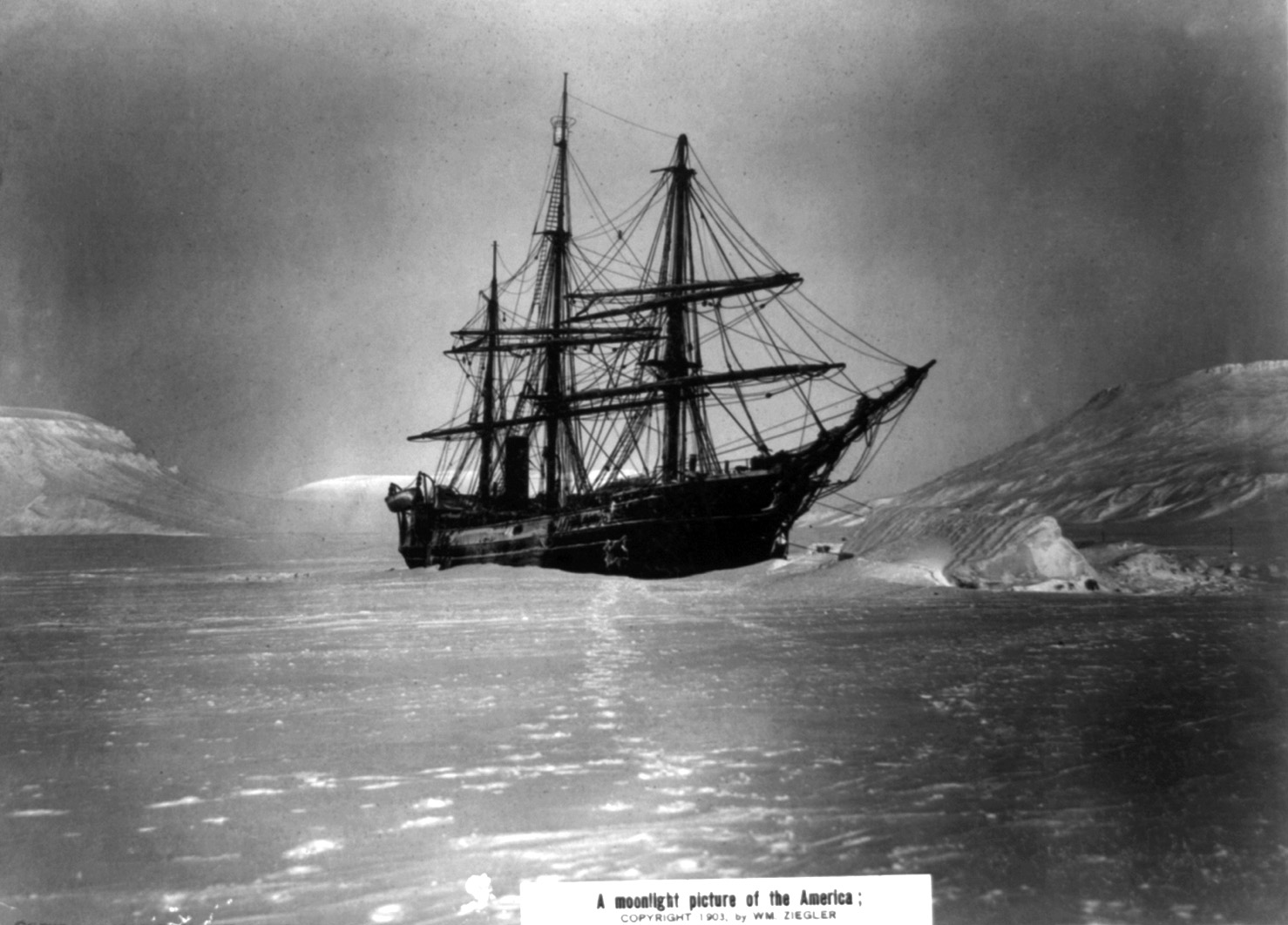
LAmerica, navire de l'expédition Baldwin-Ziegler

Devenu très riche, il se lance dans le financement d'expéditions en Arctique. En 1901, il engage Evelyn Baldwin pour mener une expédition à bord de l'America dans l'archipel François-Joseph dans le but d'établir un camp de base pour se lancer à la conquête du Pôle Nord puis en 1903 donne le commandement à Anthony Fiala pour une expédition dans le même archipel.

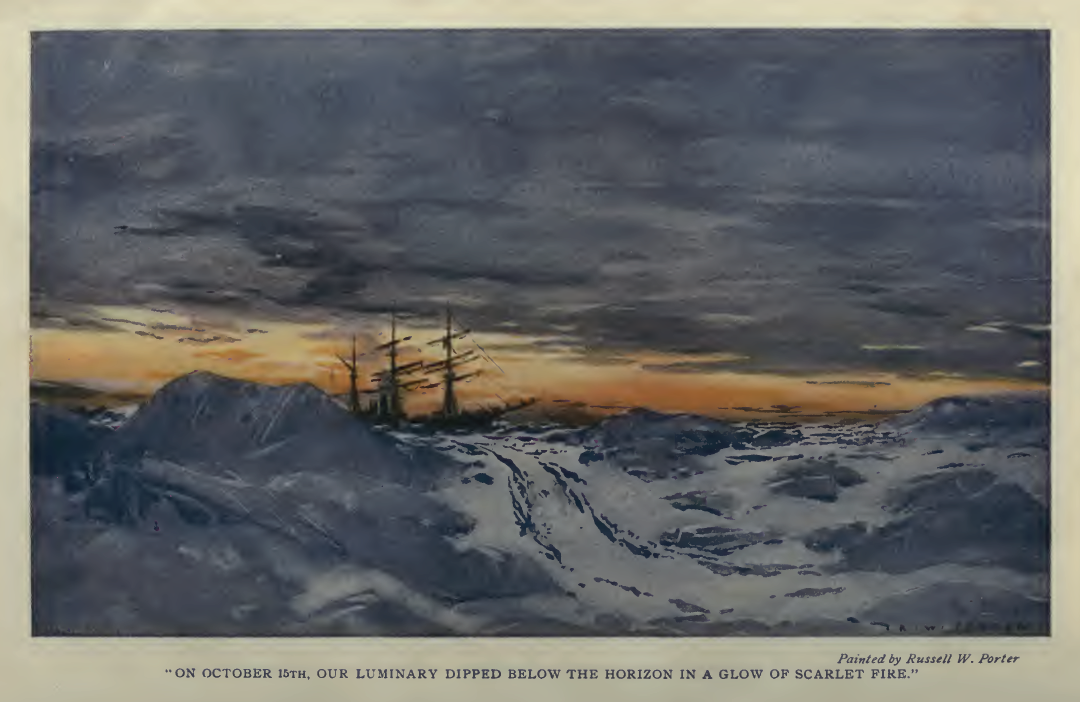
dessin d'Anthony Fiala pour l’expédition Ziegler-Fiala

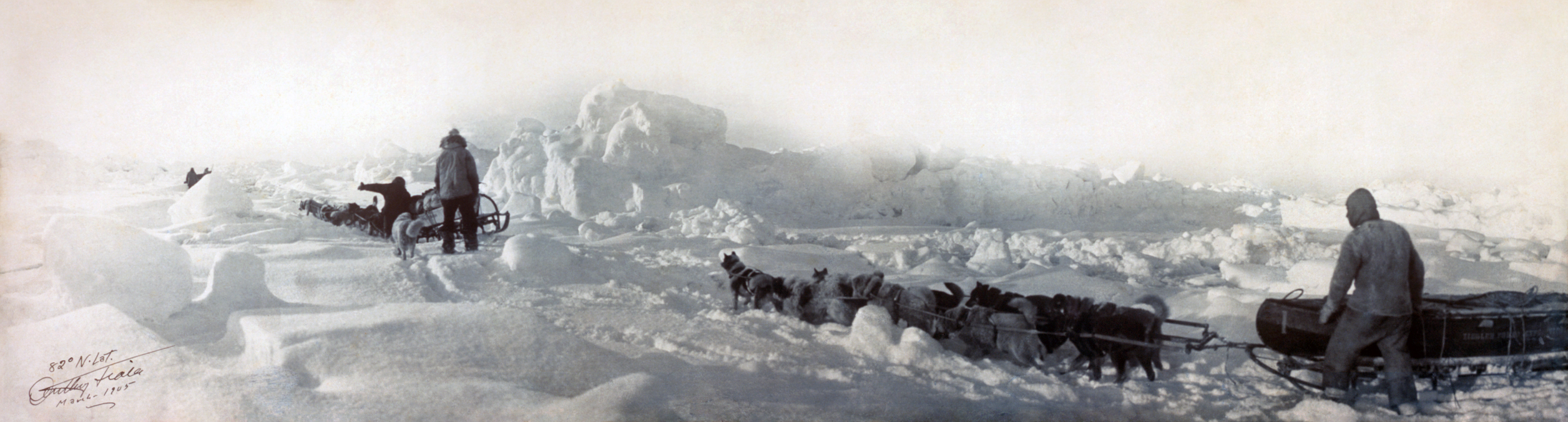
L’expédition Ziegler (mars 1905)